# Wazra
La wazra ou ouazra est une pièce d'habillement traditionnel portée par les hommes dans le sud de la Tunisie,.

## Description
La wazra se présente comme une grande couverture rectangulaire, tissée avec des poils de dromadaires. Elle est normalement de couleur unie dont la nuance varie selon les dromadaires ; les couleurs dominantes ont des tonalités de beige allant jusqu'au marron clair, le marron, le gris et le blanc crème.
L'habit était de couleurs différentes selon les tribus, bleu beige pour les Accaras, rouge pour les Touazine et Hwaya, et blanc pour les Wderna et autres. 
La wazra se porte durant l'hiver pour s'abriter du froid. Elle se drape alors autour du corps, en prenant une extrémité supérieure et en l'attachant avec une grosse ficelle ou en la nouant sur la poitrine à la partie de l'étoffe qui couvre la partie antérieure du corps. La deuxième extrémité supérieure reste libre et sert pour couvrir la tête, la passer autour du cou et la jeter sur le dos.
L'homme portant la wazra est couvert de la tête aux pieds, seul le visage reste découvert. La wazra est très solide et peut être utilisée pendant des décennies.

## Usage particulier
La wazra s'utilise comme couverture, aussi bien par les populations bédouines que sédentaires. Elle est normalement très chaude et lourde compte tenu de sa matière première.
On la voit également portée pendant la cueillette des olives (qui a lieu à la fin de l'automne et au début de l'hiver) par les travailleurs saisonniers qui doivent se déplacer sans transporter trop d'effets.
Dans certaines traditions, le wazra est la grande couverture utilisée pour vêtir les dromadaires.
Quelle que soit son utilisation, elle est codée comme une couverture (et non un habit) dans le code tunisien des opportunités d'investissement dans des activités artisanales.

## Aspects économiques
La production de la wazra permet d'utiliser les poils de dromadaires disponibles dans les zones désertiques et semi-désertiques et procure du travail et une source de revenus aux tisserands (hommes[réf. souhaitée] ou femmes selon les localités) de ces zones à revenus plutôt modestes. Cet apport économique est documenté par exemple dès le XIXe siècle avec la vente à Gabès de wazra tissés par les femmes de la région montagneuse de Matmata.